# Trapped (Jimmy Cliff)
Trapped è una canzone del 1972 scritta e pubblicata originariamente come singolo dal cantante di musica reggae Jimmy Cliff.
Questa versione non ebbe successo e non entrò in classifica. La versione più nota è quella in chiave rock di Bruce Springsteen, registrata dal vivo durante il Born in the U.S.A. Tour e pubblicata nel 1985 sull'album We Are the World per la prima volta. Sebbene la versione di Springsteen non sia mai stata pubblicata come singolo, raggiunse il primo posto nella classifica statunitense Mainstream Rock Songs.

## Tracce

### Lato A
- Trapped - 3:48

### Lato B
- Struggling Man -